# (142562) Graetz
Pour les articles homonymes, voir Graetz.
(142562) Graetz est un astéroïde de la ceinture principale.

## Description
(142562) Graetz est un astéroïde de la ceinture principale. Il fut découvert le 10 octobre 2002 à Trebur par Mike Kretlow. Il présente une orbite caractérisée par un demi-grand axe de 2,57 UA, une excentricité de 0,06 et une inclinaison de 5,9° par rapport à l'écliptique.